# Hackelia patens
Hackelia patens là loài thực vật có hoa trong họ Mồ hôi. Loài này được (Nutt.) I.M. Johnst. mô tả khoa học đầu tiên năm 1935.